# Moses Malone

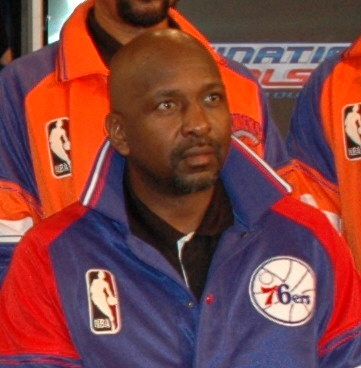
Moses Malone 2009.

Moses Eugene Malone, född 23 mars 1955 i Petersburg i Virginia, död 13 september 2015 i Norfolk i Virginia, var en amerikansk basketspelare, som spelade i de båda professionella ligorna American Basketball Association (ABA) och National Basketball Association (NBA), mellan 1974 och 1995 på positionen center. Bland annat blev han NBA-mästare 1983 med Philadelphia 76ers, utsedd till MVP i finalen, NBA Most Valuable Player tre gånger (1979, 1982, 1983) och 1996 utvald till en av NBA:s 50 bästa spelare genom tiderna.

## Lag
- Utah Stars (1974–1975)
- Spirits of St. Louis (1975–1976)
- Buffalo Braves (1976)
- Houston Rockets (1976–1982)
- Philadelphia 76ers (1982–1986)
- Washington Bullets (1986–1988)
- Atlanta Hawks (1988–1991)
- Milwaukee Bucks (1991–1993)
- Philadelphia 76ers (1993–1994)
- San Antonio Spurs (1994–1995)